# Slow motion
Slow motion is een begrip dat uit de filmwereld komt, waarbij een video met een gedeelte van de normale snelheid wordt afgespeeld. De bewegingen in de film lijken langer te duren dan in werkelijkheid het geval was. Het tegenovergestelde van slow motion is fast motion, waarbij een video sneller wordt afgespeeld dan normaal.
Het begrip slow motion wordt ook in de game-industrie gebruikt. Dit wordt gedaan in cinematografische elementen in de game, maar ook als een element voor de gameplay. Een voorbeeld van dit laatste is het computerspel Vanquish voor de Xbox 360 en de PlayStation 3.

## Hogesnelheidscamera
Wanneer een video te langzaam wordt afgespeeld, zijn de afzonderlijke beelden te zien waaruit de video bestaat. Een normale videocamera neemt gemiddeld 25 beelden per seconde op. Wanneer het beeld vijf keer langzamer wordt afgespeeld, worden er dus vijf beeldjes per seconde gebruikt. Dit is te langzaam om een vloeiend beeld te creëren. Tegenwoordig zijn er daarom ook videocamera's die meer beelden per seconde gebruiken, waardoor een snelheid tot enkele tienduizenden beeldjes per seconde gerealiseerd kan worden. Zo ziet de video er bij slow motion nog steeds als een normale video uit. Een dergelijke camera heet een hogesnelheidscamera.

## Toepassing
Tijdens sportwedstrijden wordt slow motion gebruikt om een belangrijk moment uit de wedstrijd duidelijker te laten zien. Hierbij wordt vaak een ander camerastandpunt gebruikt dan normaal.
Tijdens documentaires wordt slow motion gebruikt om normale momenten uit het leven duidelijker te laten zien, zoals het breken van een glas, of regen.
In dramafilms kan slow motion gebruikt worden om een emotie van een acteur duidelijker weer te geven. Hierdoor ontstaat een dramatischer effect.
Tijdens proeven waarbij meerdere pogingen moeten worden gedaan om het doel te raken en te winnen, zoals bijvoorbeeld de finaleproef van Expeditie Robinson, wordt de laatste, winnende poging vaak in slow motion getoond om zo langzaam toe te werken naar de climax. Op deze manier kan de spanning erin worden gehouden tot de winnaar bekend is.